# Malechowo
Malechowo (deutsch Malchow, auch Alt-Malchow) ist ein Dorf in der Woiwodschaft Westpommern in Polen. Es ist Sitz der nach ihm benannten Gmina Malechowo (Gemeinde Malchow) und gehört mit dieser zum Powiat Sławieński (Schlawer Kreis).

## Geographische Lage
Die Ortschaft liegt in Hinterpommern, 12 km südwestlich der Stadt Schlawe (Sławno) und 29 km nordöstlich von Köslin (Koszalin).
Das Gemeindegebiet wird von dem kleinen Fluss Grabow (poln. Grabowa) durchzogen, der später bei Rügenwalde (Darłowo) in die Wipper mündet. Westlich des Dorfs entspringt die Motze (poln. Moszczenica), ein linker Nebenfluss der Wipper, der bei Schlawe in die Wipper mündet.

## Geschichte

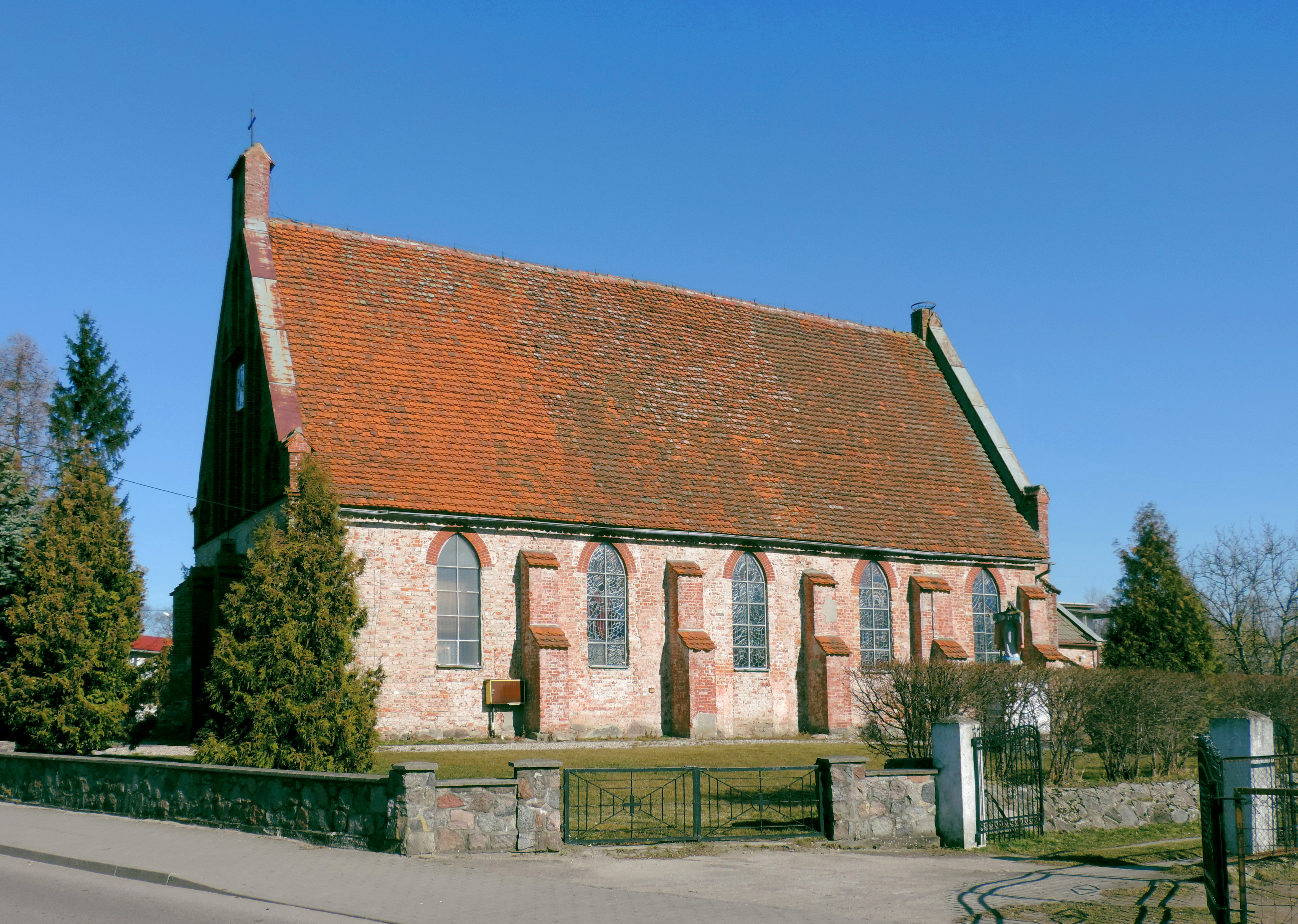
Dorfkirche (bis 1945 evangelisch)

Der Name Malchow scheint wendischen Ursprungs zu sein und ist von „milaka“ in der Bedeutung „Buchwald“ abgeleitet. Der Ort wird urkundlich bereits im Jahr 1274 erwähnt, als Fürst Wizlaw II. von Rügen, dem ein Teil des Schlawer Landes als Pfandbesitz gehörte, das Dorf dem Kloster Buckow schenkte. Brüggemann zufolge schenkte 1285 Detlev von Sleten das halbe Dorf Malchow dem Kloster Buckow. Im Jahr 1288 kam ein weiterer Teil des Dorfes in den Besitz des Klosters, als ihn nämlich die Zisterziensermönche gegen die Dörfer Ubdel (polnisch: Ubiedrze) und Kurow (Kurowo) im Kösliner Kreis mit dem Camminer Bischof Hermann von Gleichen (1252–1289) tauschten. In der Nähe von Malchow, am Ufer der Grabow, einigten sich übrigens ein Jahr zuvor ebendieser Bischof und der Herzog Mestwin II. von Pomerellen auf einen Verteidigungspakt. Im 19. Jahrhundert wurde die Kolonie Neu Malchow (heute polnisch: Malechówko) angelegt und daher der Unterscheidungsname Alt-Malchow für Malchow eingeführt.
Im Jahr 1939 lebten in Malchow 807 Einwohner, 1818 waren es 387, und im Jahr 1871 1027 Menschen.
Bis 1945 gehörte Malchow zum Landkreis Schlawe i. Pom. im Regierungsbezirk Köslin der Provinz Pommern.
Malchow bildete einen eigenen Amts- und Standesamtsbezirk, während der Amtsgerichtsbezirk Schlawe war.
Kurz vor Ende des Zweiten Weltkriegs wurde Malchow am 7. März 1945 von der Sowjetarmee besetzt.
Nach Kriegsende wurde Malchow zusammen mit ganz Hinterpommern unter polnische Verwaltung gestellt. Die ansässige Bevölkerung wurde von den Polen vertrieben.

## Bevölkerungsentwicklung
| Jahr | Einwohner | Anmerkungen                                |
| ---- | --------- | ------------------------------------------ |
| 1818 | 387       | [ 2 ]                                      |
| 1867 | 1.000     | [ 3 ]                                      |
| 1871 | 1.027     | davon 1.017 Evangelische und zehn Juden    |
| 1925 | 878       | darunter 877 Evangelische und ein Katholik |
| 1833 | 830       | [ 5 ]                                      |
| 1939 | 807       | [ 5 ]                                      |

## Kirche

### Kirchspiel Malchow
Die Kirchengemeinde (Alt-)Malchow wurde seit Alters her durch die drei Dörfer Malchow, Göritz (polnisch: Gorzyca) und Parpart (Paproty) gebildet, ebenso wurden dann auch die Kolonien Neu Malchow (Malechówko) und Neu Parpart (Paprotki) eingepfarrt. Seit 1646 war auch die Kirchengemeinde Karwitz (Karwice), die bis dahin eigener Pfarrsitz war, in das Kirchspiel Malchow integriert.
Das Kirchenpatronat für Malchow nahmen zuletzt staatliche Stellen wahr, Karwitz war patronatsfrei. Bis 1945 gehörte das Kirchspiel, das im Jahr 1940 insgesamt 2.503 Gemeindeglieder zählte, zum Kirchenkreis Rügenwalde der Kirchenprovinz Pommern in der evangelischen Kirche der Altpreußischen Union. Heute ist die Region Teil der Parafia (Parochie) Koszalin (Köslin) der Evangelisch-Augsburgischen Kirche in Polen. Die Kirchenbücher aus deutscher Zeit werden – so weit vorhanden – im Staatsarchiv Koszalin aufbewahrt.

### Pfarrkirche Malchow
Die gotische Dorfkirche wurde bereits im 15. Jahrhundert gebaut. Im 18. Jahrhundert wurde der gut erhaltene spätgotische Flügelaltar mit der Kanzel zu einem großen Barockbau vereinigt. Der Turm musste im 19. Jahrhundert abgebrochen werden, nachdem er durch Blitzschlag zerstört worden war.